# Paralaubuca barroni
Paralaubuca barroni är en fiskart som först beskrevs av Fowler, 1934.  Paralaubuca barroni ingår i släktet Paralaubuca och familjen karpfiskar. IUCN kategoriserar arten globalt som livskraftig. Inga underarter finns listade i Catalogue of Life.